# Catagramma angustifascia
Catagramma angustifascia är en fjärilsart som beskrevs av Johannes Karl Max Röber 1923. Catagramma angustifascia ingår i släktet Catagramma och familjen praktfjärilar. Inga underarter finns listade i Catalogue of Life.